# Aeroportul Oued Irara–Krim Belkacem
Aeroportul Oued Irara–Krim Belkacem (IATA: HME, ICAO: DAUH) este un aeroport din Provincia Ouargla, Algeria ce deservește zona Hassi Messaoud. Aeroportul a fost tranzitat în 2012 de 481.371 de pasageri. A fost numit după Krim Belkacem⁠(d).
Situat la o altitudine de 140 m, aeroportul dispune de 1 pistă.

## Infrastructură

### Piste
Aeroportul dispune de o singură pistă. Pista 36/18 are suprafața de asfalt și dimensiunile 3.000 m × 45 m. 